# کوت چوهدریان
کوت چوهدریان (به انگلیسی: Kot Choudrain) یک روستا در پاکستان است که در ناحیه چکوال واقع شده‌است.